# Colerne
Colerne – wieś w Anglii, w hrabstwie Wiltshire. Leży 52 km na północny zachód od miasta Salisbury i 149 km na zachód od Londynu. W 2001 miejscowość liczyła 2807 mieszkańców.